# 阿科特
阿科特（Akot），是印度马哈拉施特拉邦Akola县的一个城镇。总人口80796（2001年）。

## 人口
该地2001年总人口80796人，其中男性41826人，女性38970人；0—6岁人口11761人，其中男6100人，女5661人；识字率70.82%，其中男性为74.76%，女性为66.58%。